# David A.R. White
David Andrew Roy White (Dodge City, 12 maggio 1970) è un attore, sceneggiatore e produttore cinematografico statunitense.

## Filmografia parziale

### Attore

#### Cinema
- The Moment After - Sparizioni misteriose (The Moment After), regia di Wes Llewellyn (1999)
- Mercy Streets, regia di Jon Gunn (2000)
- Bells of Innocence, regia di Alin Bijan (2003)
- Six - La corporazione (Six: The Mark Unleashed), regia di Kevin Downes (2004)
- The Visitation - L'ultimo messia (The Visitation), regia di Robby Henson (2006)
- The Moment After 2 - Ritorno alla vita (The Moment After 2: The Awakening), regia di Wes Llewellyn (2006)
- God's Not Dead, regia di Harold Cronk (2014)
- God's Not Dead 2, regia di Harold Cronk (2016)
- God's Not Dead: A Light in Darkness, regia di Michael Mason (2018)

#### Televisione
- Divisi dalla legge (The Antagonists) – serie televisiva, 1 episodio (1991)
- Evening Shade – serie televisiva, 8 episodi (1991-1993)
- Melrose Place – serie televisiva, 1 episodio (1993)

### Regista
- Il libro di Ester (The Book of Esther) (2013)
- The Encounter (2011)

### Produttore
- The Moment After - Sparizioni misteriose (The Moment After), regia di Wes Llewellyn (1999)
- Mercy Streets, regia di Jon Gunn (2000)
- Six - La corporazione (Six: The Mark Unleashed), regia di Kevin Downes (2004)
- The Visitation - L'ultimo messia (The Visitation), regia di Robby Henson (2006)
- The Encounter, regia di David A.R. White (2011)
- Il libro di Ester (The Book of Esther), regia di David A.R. White (2013)
- Il libro di Daniele (The Book of Daniel), regia di Anna Zielinski (2013)
- God's Not Dead, regia di Harold Cronk (2014)
- God's Not Dead 2, regia di Harold Cronk (2016)
- God's Not Dead: A Light in Darkness, regia di Michael Mason (2018)

## Doppiatori italiani
- Emiliano Coltorti in: The Moment After - Sparizioni misteriose  e The Moment After 2 - Ritorno alla vita
- Massimiliano Virgilii in: Six - La corporazione